# Логен (Нумедаль)
Логен, Нумедалслоген (норв. Lågen, норв. Numedalslågen) — річка в Норвегії. Бере свій початок у невеликому озері на плато Гардангервідда. Довжина становить близько 359 км. Площа басейну — 5554 кв. км. Загальний напрямок течії на південь. Протікає річка в долині Нумедал на південному сході Норвегії. Впадає до затоки Богус (Bohus) Північного моря Атлантичного океану.

## Каскад ГЕС
На річці розташовані: ГЕС Pålsbu, ГЕС Nore I, ГЕС Nore II, ГЕС Mykstufoss, ГЕС Djupdal, ГЕС Gamlebrofoss, ГЕС Сколленборг, ГЕС Vittingfoss.